# Yeidy Bosques
Yeidy Enid Bosques Pérez (sinh ngày 29 tháng 10 năm 1987) là một nữ hoàng sắc đẹp.

## Các cuộc thi sắc đẹp
Bosques tham dự cuộc thi Hoa hậu Hoàn vũ Puerto Rico 2006 vào ngày 10 tháng 11 năm 2005.Cô đại diện cho Moca và lọt vào Top 13. Bốn năm sau, cô tiếp tục dự thi Hoa hậu Hoàn vũ Puerto Rico 2010 vào ngày 12 tháng 11 năm 2009. Lần này, cô đại diện cho Mayagüez và đoạt ngôi vị Á hậu 3.
Ngày 22 tháng 4 năm 2010, cô tham dự Hoa hậu Trái Đất Puerto Rico 2010 và đoạt vương miện. Cô đại diện cho Mayagüez. Cô đến Nha Trang, Việt Nam tham dự Hoa hậu Trái Đất 2010 với tư cách là đại diện của Puerto Rico Cuối cuộc thi, cô được trao vương miện Hoa hậu Lửa (tức Á hậu 3).